# Lorenzo Tiepolo (doge)
Lorenzo Tiepolo (Venezia, inizio XIII secolo – Venezia, 16 agosto 1275) è stato un politico e ammiraglio italiano, 46º doge della Repubblica di Venezia dal 23 luglio 1268 fino alla sua morte.

## Biografia

### Origini e primi incarichi
Era il terzogenito di Jacopo, futuro doge, e della sua prima moglie Maria Storlato. I Tiepolo erano una famiglia di mercanti di recente affermazione politica, infatti fu proprio il padre il primo ad entrare nella vita pubblica.
Si sposò con Agnese, forse figlia Giovanni di Brienne (re di Gerusalemme e poi imperatore latino d'Oriente), oppure di un principe dei Balcani. Rimasto vedovo, contrasse un secondo matrimonio con Marchesina di Geremia Ghisi, da cui ebbe i figli Giacomo e Pietro; coinvolti entrambi in politica, il primo tentò anche l'ascesa al dogato nel 1289, ma gli venne preferito Pietro Gradenigo.
È menzionato per la prima volta nell'ottobre 1243, quando, durante il governo del padre, risulta membro del Minor Consiglio. Ricopriva la medesima carica nel 1247, divenendo, poco dopo, conte di Veglia; dovette dimettersi nel 1260, quando l'isola fu restituita ai Frangipane, suoi precedenti feudatari.
La carriera politica del Tiepolo non fu influenzata dalle dimissioni del padre dal dogato: nel maggio 1249 e nel 1253 ricopriva un ruolo direttivo nel torneo indetto per festeggiare l'elezione di Ranieri Zeno.

### Guerra con Genova

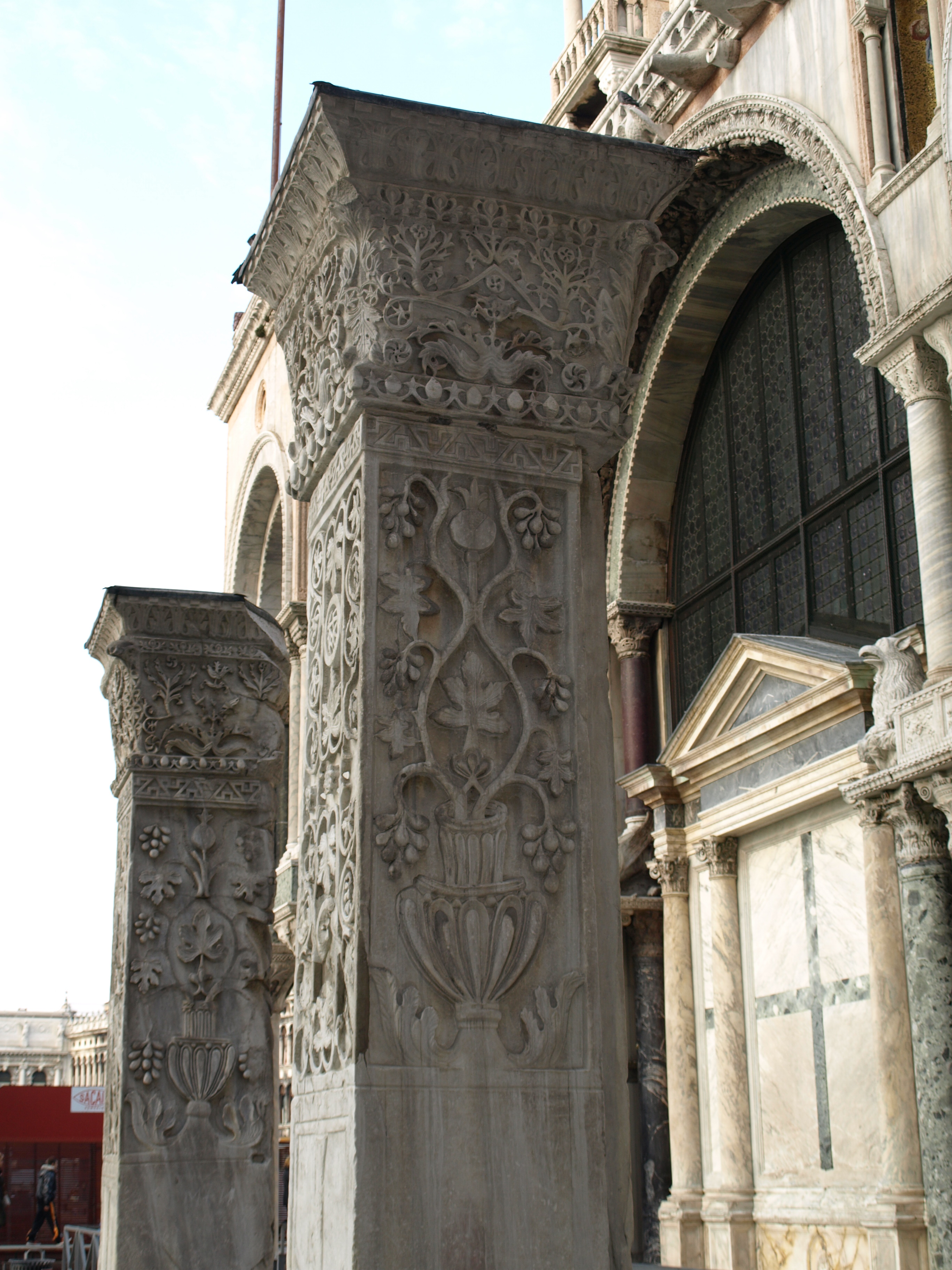
I pilastri acritani.

Nel 1257 fu posto al comando di una flotta per rompere l'assedio al quartiere veneziano di San Giovanni d'Acri, circondato dai genovesi e dai loro alleati. Forte dell'appoggio della repubblica di Pisa e di esponenti del regno di Gerusalemme, nel settembre seguente riuscì a sopraffare i nemici, occupando la loro colonia e distruggendone le fortificazioni. Nel mese successivo respinse un secondo attacco genovese partito da Tiro.
Dopo una serie di altre battaglie con alterne fortune, il Tiepolo, rafforzato da un'altra flotta comandata da Andrea Zeno, conseguì la vittoria definitiva nel giugno 1258, provocando la resa di tutti i genovesi ancora presenti ad Acri e il loro ritiro dalla città.
Secondo una leggenda di epoca moderna, al termine del conflitto recò a Venezia un ricco bottino tra cui figuravano i cosiddetti "pilastri acritani", due colonne riccamente decorate collocate in piazza San Marco presso il fronte meridionale della basilica; studi recenti hanno però dimostrato che i manufatti provengono da Costantinopoli. Sempre secondo la tradizione, con lo stesso carico giunse la "pietra del bando", un tronco di colonna in porfido collocato sempre accanto alla basilica e danneggiato dal crollo del campanile di San Marco del 1902.

### Capitano di Negroponte
Nel 1261 lo si ritrova investito della carica di capitano di Negroponte, massima autorità veneziana nella singoria di Eubea. Nell'estate di quello stesso anno, dopo che Costantinopoli era stata riconquistata da Alessio Strategopulo in nome dell'imperatore di Nicea Michele VIII Paleologo, accolse l'imperatore latino Baldovino II, il patriarca latino Pantaleone Giustinian e il podestà veneziano Marco Gradenigo.
Nel periodo successivo fu impegnato sul fronte anti-bizantino, inviando navi e cercando l'appoggio delle signorie della Grecia, in particolare dei Ghisi, una famiglia veneziana con cui era imparentato e che aveva costituito un feudo su alcune isole delle Cicladi. Il 15 maggio 1262, nonostante fosse già terminato il suo mandato, sottoscrisse una pace tra Venezia, i feudatari di Negroponte e il principe d'Acaia Guglielmo II di Villehardouin per fronteggiare il nemico comune. Probabilmente fu in questa occasione che quest'ultimo lo nominò feudatario di Sciato e Scopelo, isole che rimasero per molto tempo ai suoi discendenti.

### Impegni successivi e ascesa al dogato
Nel 1264, tornato a Venezia, divenne membro del Maggior Consiglio in rappresentanza del sestiere di San Polo, ma si dimise poco dopo quando assunse la carica di podestà di Padova, che ricoprì fino alla metà del 1265. Operò in un periodo delicato, quando la città era da poco uscita dal regime di Ezzelino III da Romano, e si impegnò a sanarne i danni attraverso un'importante attività legislativa.
Concluso il suo mandato a Padova, tornò a Venezia dove fu al centro di un episodio di violenza, tramandata dal doge storiografo Andrea Dandolo. Nel 1266 fu gravemente ferito da Leonardo e Giovanni Dandolo, membri di una famiglia nemica che nutriva astio nei confronti dei Tiepolo sin dal 1229, quando il padre Jacopo era prevalso su Marino Dandolo durante l'elezione al dogato. Tiepolo riuscì a sopravvivere e, una volta rimessosi, si allontanò prudentemente dalla città accettando la carica di podestà di Fermo, dove rimase sino alla metà del 1267.
Tornò in laguna mentre il governo era impegnato nelle trattative con Genova, con la mediazione di papa Clemente IV, allo scopo di porre fine al conflitto che perdurava tra i due Comuni ormai da decenni. Benché gli fosse stato chiesto di recarsi presso il pontefice quale rappresentante della Serenissima, rifiutò l'incarico; secondo Martino Canal, questa scelta fu dettata dall'imminente elezione del nuovo doge a cui il Tiepolo avrebbe voluto presenziare.
In effetti Ranieri Zeno, anziano e malato, morì il 7 luglio 1268 e il 23 luglio il Tiepolo fu scelto quale successore, riscuotendo venticinque voti su quarantuno.

### Dogato
L'elezione fu accolta da grandi festeggiamenti specie da parte dei mercanti e dalle corporazioni di artigiani, che sfilarono in corteo, nella speranza che il neoeletto seguisse le orme del padre promuovendo politiche in loro favore.
Ad una sola settimana dall'insediamento, dopo essersi pacificato con i Dandolo, ratificò la tregua che il predecessore era riuscito a concludere con Michele VIII Paleologo poco prima di spirare. Due anni dopo, il 22 agosto 1270, riuscì a concludere la pace anche con Genova. Pur trattandosi di due accordi provvisori, della durata di soli cinque anni, essi permisero a Venezia di sospendere gli scontri diretti e di riprendere i traffici con l'Oriente. Già il giorno seguente all'accordo con i bizantini il Tiepolo poté inviare una flotta di mercantili per l'acquisto di granaglie, in quanto Venezia, abituata a riceverli dai Comuni della terraferma, aveva ricevuto netti rifiuti per la grave carestia che aveva colpito il Nord Italia nel 1268; in risposta, il doge aveva imposto delle rappresaglie nei loro confronti.
Nel 1271 furono conclusi degli accordi con le potenze che andavano sempre più affermandosi nel bacino del Mediterraneo, in particolare con il regno armeno di Cilicia e la dinastia hafside.
La difesa degli interessi commerciali spinse il doge a rifiutare gli insistenti inviti di Carlo I d'Angiò e papa Gregorio X a partecipare a una nuova crociata per la riconquista di Costantinopoli, nonostante al Concilio di Lione II del 1274 i suoi ambasciatori avessero ribadito i diritti di Venezia sullo scomparso impero latino.
Conseguì altri successi in Istria, con la dedizione di Umago e Cittanova rispettivamente nel 1269 e nel 1270.
Con le città italiane, invece, intrattenne rapporti molto tesi. Gli attriti furono fomentati non solo delle rappresaglie seguite alla mancata fornitura di granaglie, ma anche dall'espansione delle proprietà in terraferma di cittadini e di istituti religiosi veneziani, nonché dall'imposizione di dazi lungo le vie fluviali dirette in laguna. Nel 1270 Bologna si sollevò contro il controllo veneziano sul Po di Primaro che allora rappresentava il principale ramo del fiume. Dopo aver tentato inutilmente le vie diplomatiche, si verificarono alcuni scontri armati dagli esiti alterni, coinvolgendo anche altre città romagnole. Gli attriti ebbero termine solo nell'agosto 1273, quando le parti sottoscrissero un'intesa che, di fatto, confermava a Venezia l'egemonia sull'asse fluviale. L'anno successivo la Serenissima estese i propri domini su Cervia, importante centro di produzione del sale.

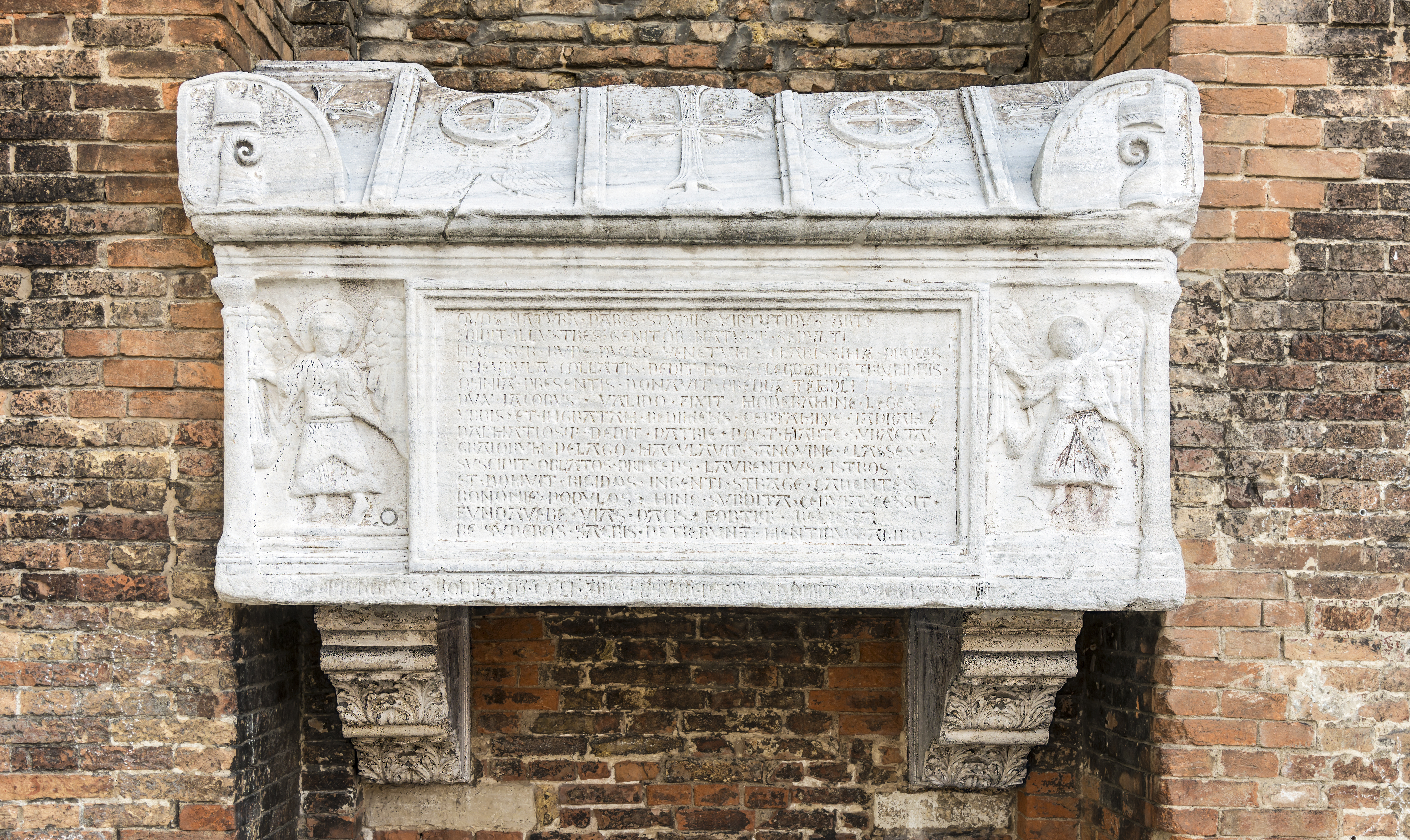
Tomba di Jacopo, Giovanni e Lorenzo Tiepolo.

Spirò il 16 agosto 1275 e fu tumulato nella basilica dei Santi Giovanni e Paolo, nel sepolcro che già conteneva i resti del padre e del fratello Giovanni.